# まゆみ (モデル)
まゆみ（5月6日 - ）は女性ファッションモデル。新潟県出身。ホリプロモデルエージェンシー「ブース」所属。青山真弓名義でウォーキングインストラクターとしての講師活動もしている。

## 出演

### ショー
- ETRO
- LOEWE
- LANVIN
- MISSONI
- LEONARD
- Christian Dior
- Max Mara
- HIROKO KOSHINO
- St.John
- ESCADA
- KRIZIA
- AKRIS
- pierre cardin
- Ermanno Scervino
- HUGO BOSS
- DAKS
- SONIA RYKIEL
- Les Copains
- YUMI KATSURA
- GIVENCHY
- 他、多数

### 広告・CM
- gillette venus（ ワールドキャンペーンコマーシャル 2005年 - 2009年 ）
- SEIYU「サゲコレ」
- PANASONIC「LUMIX」
- 三菱電機「三菱ルームエアコン」CM

### テレビ
- TBSテレビ『ひるおび』桂由美特集ゲストモデル
- EX「未来講師めぐる」2008年1月
- CX「リアルクローズ」2008年9月
- ショップチャンネル「アイブレラ」2009年 -
- ホテルコンシェルジュ[8]

### 雑誌
- 美的[9]
- VOGUE JAPAN[10][11][12]
- ケイコとマナブ「ハイヒールウォーキング特集取材、付録監修」[13]
- OCEANS[14]